# Trigonophora herrichi
Trigonophora herrichi är en fjärilsart som beskrevs av Charles Oberthür. Trigonophora herrichi ingår i släktet Trigonophora och familjen nattflyn. Inga underarter finns listade i Catalogue of Life.